# NGC 2779
NGC 2779 је спирална галаксија у сазвежђу Рис која се налази на NGC листи објеката дубоког неба.
Деклинација објекта је + 35° 3' 14" а ректасцензија 9h 12m 28,3s. Привидна величина (магнитуда) објекта NGC 2779 износи 15,0 а фотографска магнитуда 15,9. NGC 2779 је још познат и под ознакама MCG 6-20-44, CGCG 180-55, PGC 25958.